# Polígono equiangular

Un cuadrilátero equiangular

Un octágono equiangular con cuádruple simetría de reflexión

En geometría euclidiana, un polígono equiangular es un tipo de polígono  cuyos ángulos de vértice son iguales. Si las longitudes de los lados son también iguales, entonces es un polígono regular. Los polígonos isogonales son polígonos equiangulares que alternan lados de dos longitudes.
El único triángulo equiangular es el triángulo equilátero. Los rectángulos, incluyendo el cuadrado, son los únicos cuadriláteros equiangulares (figuras de cuatro lados).
Para un n-ágono equiangular, cada ángulo interno es de 180 (1-2/n)°; esto es el conocido como teorema del polígono equiangular.
El teorema de Viviani se mantiene para polígonos equiangulares:
La suma de distancias de un punto del interior a los lados de un polígono equiangular no depende de la ubicación del punto, y es un invariante del polígono.
Un rectángulo (cuadrilátero equiangular) con longitudes de lado enteras puede ser recubierto por cuadrados unidad, y un hexágono equiangular con longitudes de lado enteras puede ser recubierto por triángulos equiláteros unidad. Algunos, pero no todos los dodecagonos equiláteros pueden ser enladrillados por una combinación de cuadrados unidad y triángulos equiláteros; el resto puede ser enladrillado por estas dos formas junto con rombos con ángulos de 30 y 150 grados.
Un polígono cíclico es equiangular sí y solo sí los lados alternos son iguales (esto es, los lados 1, 3, 5, ... miden igual, y los lados 2, 4, ... tienen igual medida). Así, si n es impar, un polígono cíclico es equiangular sí y solo sí es regular.
Para p primo, cada p-gono equiangular de lados enteros es regular. Además, cada p-gono equiangular de lados enteros pk-gon tiene simetría rotacional de grado p.
Un polígono equiangular que es por lo tanto equilátero (tiene todos los lados de igual longitud) es un polígono regular.